# Bobsleigh
Bobsleigh, is een stalen achtbaan in het Franse attractiepark parc de la Vallée te Massais, in het departement Deux-Sèvres in de regio Nouvelle-Aquitaine in het west van Frankrijk. De achtbaan was in het Franse attractiepark Nigloland onder de naam La Course de Bobsleigh, of kortweg Bobsleigh, van 1995 tot 2017.

## Gegevens
De achtbaan is van het model City Jet van de Duitse attractiebouwer Anton Schwarzkopf. De baan werd oorspronkelijk gebouwd in 1973 voor Duitse kermissen en heette oorspronkelijk City Jet. De achtbaan werd daarna in 1975 heropgebouwd in Flevohof.
Na eerst nog een tijdje in Zweden te hebben gestaan, opende hij in 1995 in Nigloland. Daar stond de achtbaan tot 2017, waarna hij in 2018 naar het Franse pretpark parc de la Vallée in Nouvelle-Aquitaine verhuisde, waar hij anno 2024 nog steeds operationeel is.

## Treinen

### Zitplaatsen
De achtbaan heeft treinen van twee wagons aan elkaar waarin drie à zes personen achter elkaar kunnen plaatsnemen, zoals in een bobslee. De capaciteit per trein is dus twaalf personen. Om een ritje te mogen maken moet men 140 cm groot zijn, vanaf 125 cm wordt ook al toegang verleend mits begeleiding door een volwassene. 

### Veiligheidsbeugels
Oorspronkelijk zaten er geen veiligheidsbeugels op de treinen van de City Jet, aangezien de trein een weinig gevaarlijk ritverloop maakt. Hierdoor waren eenvoudige gordels genoeg, totdat de steeds strenger wordende veiligheidseisen ervoor zorgden dat er begin 2004 heupbeugels toegevoegd werden.
Bijzonder is wel dat er maar drie heupbeugels per wagon zijn. Aangezien de originele treinen nog steeds op de baan staan, of tenminste treinen van het originele model, zijn er drie lange zitjes per wagon waarop twee personen kunnen plaatsnemen. De voorste persoon leunt met zijn rug tegen de achterste persoon, waardoor enkel de voorste persoon een beugel heeft, net zoals de beugels van Revolution (Bobbejaanland).